# Sainte-Cécile (Vendée)
Pour les articles homonymes, voir Sainte-Cécile, Sainte Cécile et Cécile.
Sainte-Cécile est une commune française située dans le département de la Vendée, en région Pays de la Loire.

## Géographie
Le territoire municipal de Sainte-Cécile s'étend sur 3 205 hectares. L'altitude moyenne de la commune est de 69 mètres, avec des niveaux fluctuant entre 37 et 107 mètres,.
La commune est arrosée par le Petit Lay.
Le village de Sainte-Cécile est situé à la jonction des routes départementales 47, 48 et 39.

### Communes limitrophes
| Sainte-Florence         | L'Oie         | Mouchamps                                         |
| Saint-Martin-des-Noyers | Sainte-Cécile | Saint-Vincent-Sterlanges Saint-Germain-de-Prinçay |
| Saint-Hilaire-le-Vouhis |               | Chantonnay                                        |

### Géologie
La commune repose sur le bassin houiller de Vendée.

### Climat
Pour des articles plus généraux, voir Climat des Pays de la Loire et Climat de la Vendée.
En 2010, le climat de la commune est de type climat océanique franc, selon une étude du CNRS s'appuyant sur une série de données couvrant la période 1971-2000. En 2020, Météo-France publie une typologie des climats de la France métropolitaine dans laquelle la commune est exposée à un climat océanique et est dans la région climatique  Bretagne orientale et méridionale, Pays nantais, Vendée, caractérisée par une faible pluviométrie en été et une bonne insolation. 
Pour la période 1971-2000, la température annuelle moyenne est de 12 °C, avec une amplitude thermique annuelle de 14 °C. Le cumul annuel moyen de précipitations est de 819 mm, avec 12,3 jours de précipitations en janvier et 6,4 jours en juillet. Pour la période 1991-2020, la température moyenne annuelle observée sur la station météorologique de Météo-France la plus proche, « St-Fulgent_sapc », sur la commune de Saint-Fulgent à 13 km à vol d'oiseau, est de 12,6 °C et le cumul annuel moyen de précipitations est de 815,9 mm,. Pour l'avenir, les paramètres climatiques de la commune estimés pour 2050 selon différents scénarios d'émission de gaz à effet de serre sont consultables sur un site dédié publié par Météo-France en novembre 2022.

## Urbanisme

### Typologie
Au 1er janvier 2024, Sainte-Cécile est catégorisée bourg rural, selon la nouvelle grille communale de densité à sept niveaux définie par l'Insee en 2022.
Elle est située hors unité urbaine. Par ailleurs la commune fait partie de l'aire d'attraction d'Essarts en Bocage, dont elle est une commune de la couronne,. Cette aire, qui regroupe 6 communes, est catégorisée dans les aires de moins de 50 000 habitants,.

### Occupation des sols
L'occupation des sols de la commune, telle qu'elle ressort de la base de données européenne d’occupation biophysique des sols Corine Land Cover (CLC), est marquée par l'importance des territoires agricoles (95 % en 2018), en diminution par rapport à 1990 (96,3 %). La répartition détaillée en 2018 est la suivante : 
terres arables (50,7 %), zones agricoles hétérogènes (25,1 %), prairies (19,2 %), zones urbanisées (3,4 %), forêts (1,6 %). L'évolution de l’occupation des sols de la commune et de ses infrastructures peut être observée sur les différentes représentations cartographiques du territoire : la carte de Cassini (XVIIIe siècle), la carte d'état-major (1820-1866) et les cartes ou photos aériennes de l'IGN pour la période actuelle (1950 à aujourd'hui).

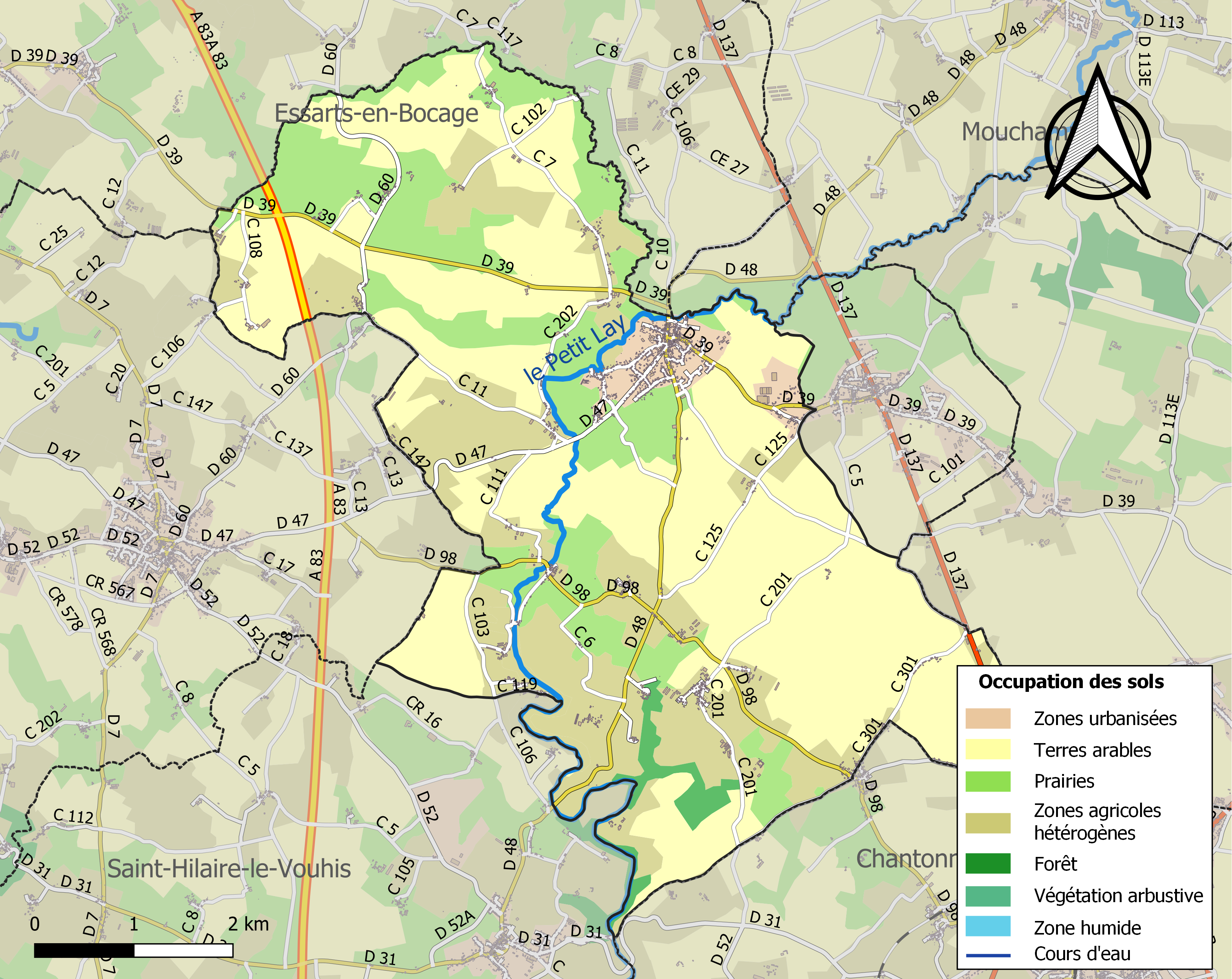
Carte des infrastructures et de l'occupation des sols de la commune en 2018 (CLC).

## Toponymie
Durant la Révolution, la commune porte le nom de Petit-Lay.

## Histoire
La commune de Sainte-Cécile est fondée en 1093.
La mine de charbon de la Marzelle est exploitée entre 1878 et 1884 mais la mauvaise qualité du gisement provoque l'abandon de la concession,.
L'église du village est terminée en 1903 et classée monument historique de France en 2007.

## Politique et administration

### Liste des maires
| Période                                  | Période               | Identité          | Étiquette | Qualité |
| ---------------------------------------- | --------------------- | ----------------- | --------- | --- |
| Les données manquantes sont à compléter. |                       |                   |           | |
| mai 1953                                 | mars 1971             | Léon Barreau      |           | Exploitant agricole retraité, maire honoraire |
| mars 1971                                | mars 1983             | Séraphin Gilbert  |           | Ancien meunier |
| mars 1983                                | mars 2001             | René Pelon        |           | Receveur des postes |
| mars 2001                                | juin 2010 (démission) | Jean-Paul Batiot, |           | Professeur retraité, ancien premier adjoint |
| juin 2010                                | mars 2014             | Jean Sorin        |           | |
| mars 2014                                | En cours              | Cyrille Guibert   | DVD       | Gérant de cabinet d'ingénierie Conseiller départemental de Chantonnay (2021 → ) 2e vice-président de la CC du Pays-de-Chantonnay Réélu pour le mandat 2020-2026 |

## Population et société

### Démographie

#### Évolution démographique
L'évolution du nombre d'habitants est connue à travers les recensements de la population effectués dans la commune depuis 1800. Pour les communes de moins de 10 000 habitants, une enquête de recensement portant sur toute la population est réalisée tous les cinq ans, les populations de référence des années intermédiaires étant quant à elles estimées par interpolation ou extrapolation. Pour la commune, le premier recensement exhaustif entrant dans le cadre du nouveau dispositif a été réalisé en 2005.

En 2022, la commune comptait 1 587 habitants, en évolution de −1,12 % par rapport à 2016 (Vendée : +5,33 %, France hors Mayotte : +2,11 %).
| 1800  | 1806  | 1821  | 1831  | 1836  | 1841  | 1846  | 1851  | 1856  |
| ----- | ----- | ----- | ----- | ----- | ----- | ----- | ----- | ----- |
| 1 263 | 1 586 | 1 679 | 1 620 | 1 664 | 1 685 | 1 772 | 1 751 | 1 751 |

| 1861  | 1866  | 1872  | 1876  | 1881  | 1886  | 1891  | 1896  | 1901  |
| ----- | ----- | ----- | ----- | ----- | ----- | ----- | ----- | ----- |
| 1 814 | 1 784 | 1 773 | 1 772 | 1 792 | 1 883 | 1 957 | 1 847 | 1 823 |

| 1906  | 1911  | 1921  | 1926  | 1931  | 1936  | 1946  | 1954  | 1962  |
| ----- | ----- | ----- | ----- | ----- | ----- | ----- | ----- | ----- |
| 1 803 | 1 671 | 1 520 | 1 546 | 1 436 | 1 407 | 1 359 | 1 312 | 1 338 |

| 1968  | 1975  | 1982  | 1990  | 1999  | 2005  | 2006  | 2010  | 2015  |
| ----- | ----- | ----- | ----- | ----- | ----- | ----- | ----- | ----- |
| 1 232 | 1 159 | 1 180 | 1 179 | 1 219 | 1 393 | 1 414 | 1 497 | 1 600 |

| 2020  | 2022  | - | - | - | - | - | - | - |
| ----- | ----- | - | - | - | - | - | - | - |
| 1 588 | 1 587 | - | - | - | - | - | - | - |

#### Pyramide des âges
En 2018, le taux de personnes d'un âge inférieur à 30 ans s'élève à 36,8 %, soit au-dessus de la moyenne départementale (31,6 %). À l'inverse, le taux de personnes d'âge supérieur à 60 ans est de 22,9 % la même année, alors qu'il est de 31,0 % au niveau départemental.
En 2018, la commune comptait 807 hommes pour 798 femmes, soit un taux de 50,28 % d'hommes, légèrement supérieur au taux départemental (48,84 %).
Les pyramides des âges de la commune et du département s'établissent comme suit.
| Hommes | Classe d’âge | Femmes |
| ------ | ------------ | ------ |
| 0,6    | 90 ou +      | 1,6    |
| 4,5    | 75-89 ans    | 9,2    |
| 16,0   | 60-74 ans    | 14,1   |
| 20,7   | 45-59 ans    | 19,9   |
| 20,1   | 30-44 ans    | 19,7   |
| 17,4   | 15-29 ans    | 12,4   |
| 20,6   | 0-14 ans     | 23,2   |

| Hommes | Classe d’âge | Femmes |
| ------ | ------------ | ------ |
| 0,8    | 90 ou +      | 2,2    |
| 8,7    | 75-89 ans    | 11,1   |
| 20,3   | 60-74 ans    | 21,3   |
| 20     | 45-59 ans    | 19,4   |
| 17,5   | 30-44 ans    | 16,8   |
| 15     | 15-29 ans    | 13,2   |
| 17,7   | 0-14 ans     | 16,1   |

### Enseignement
- On note la présence de deux écoles primaires.

### Sports
En avril 2012, l’Union sportive cécilienne de football (USCF) et les Éclaireurs de Saint-Martin (ÉSM) fusionnent pour former une nouvelle association sportive, le Football Club Sainte-Cécile Saint-Martin-des-Noyers (FCCM). L'équipe fanion du club évolue en régional 2 lors de la saison 2019-2020. L’équipe réserve et l’équipe 3 évoluent respectivement en division 3 et division 4. Le blason du FCCM est doté de bandes bleues et rouges. On peut également y voir un ballon de football et un moulin. Le ballon représentant le football et le moulin faisant référence au moulin des bois séparant les deux communes de quelques kilomètres.

## Culture locale et patrimoine

### Lieux et monuments
La commune compte un monument historique :
- L'église Sainte-Cécile, construite entre 1899 et 1903 par François Bougoüin, inscrite par arrêté du 8 octobre 2007[25].

Le patrimoine comprend aussi :
- Logis pittoresques
- Église néogothique et ses vitraux
- Moulins et logis
- Lavoir des Chaffauds

### Personnalités liées à la commune
- Charles-Jacques-Étienne Girard-Villars (1732-1799), député de la Vendée à la Convention nationale.
- Henri Victor, vicomte de L'Espinay (26 juillet 1808 - Sainte-Cécile (Vendée) ✝ 19 avril 1878 - Nantes (Loire-Inférieure)), fut un homme d'Église et politique vendéen du XIXe siècle.

### Héraldique
| Blason | Blasonnement : Gironné d'azur et d'or de seize pièces, à la fasce d'argent denchée en pointe, chargée à dextre d'une croisette pattée de gueules et à senestre d'une lyre du même, brochant sur le tout. |

## Pour approfondir